# Ironman van Lanzarote

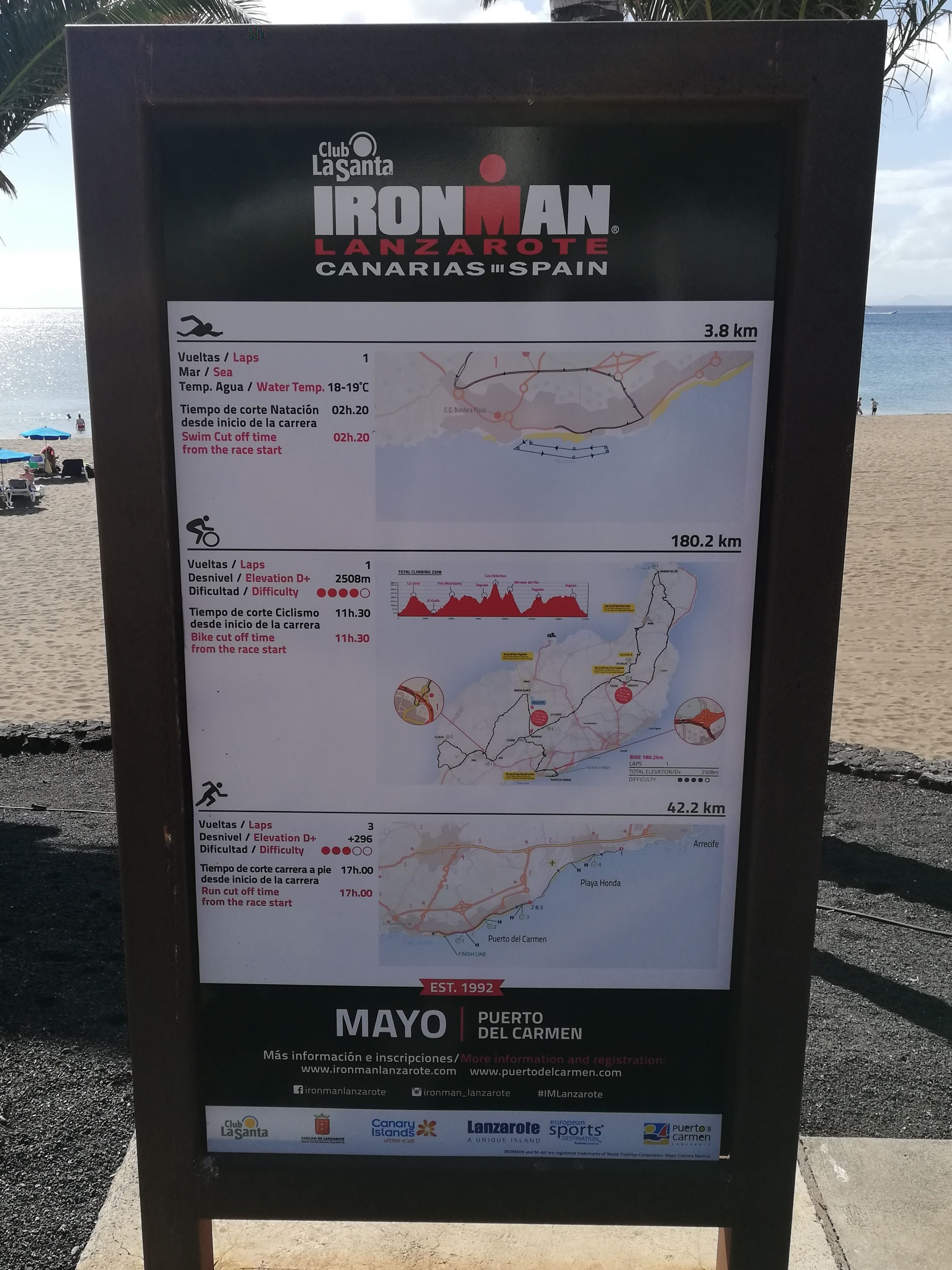
Infobord Ironman Lanzarote aan Playa Grande in Puerto del Carmen

De Ironman Lanzarote (Ironman Lanzarote Canarias) is een triatlonsportevenement over de Ironman-afstand (3,86 km zwemmen, 180,2 km fietsen en 42,195 km hardlopen) die sinds 1992 jaarlijks in mei wordt gehouden op het Spaanse eiland Lanzarote. Met start en finish in Puerto del Carmen sinds 1993, is Ironman Lanzarote, na Ironman Hawaii, 's werelds meest traditionele van alle bestaande triatlons in de Ironman-raceserie.

## Organisatie
In 1985 ontmoette de Deen Kenneth Gasque  in het sport- en vakantiecentrum Club La Santa aan de westkust van Lanzarote, een helemaal niet sportief ogende man met licht overgewicht in een Ironman Hawaii T-shirt. Toen laatstgenoemde op zijn vraag waar hij het had gekocht antwoordde, dat het niet te koop was, maar dat je het moest verdienen, werd Gasque's ambitie gewekt en begon hij in oktober van datzelfde jaar bij Ironman Hawaii, waar hij na 14:02:38 uur over de finish kwam.
Twee jaar later herhaalde hij dit in 13:17:24 uur en nam vervolgens contact op met de organisator Valerie Silk met het idee om zelf een dergelijk evenement op Lanzarote te organiseren. Silk liet hem weten dat ze zojuist een contract had getekend met Detlef Kühnel over de Europese rechten op het Ironman-handelsmerk.
Tijdens zijn derde deelname aan de Ironman Hawaii in 1989, waar hij eindigde in 13:25:25 uur, ontmoette Gasque Kühnel. In 1991 tekenden beiden een driejarig contract voor het gebruik van het merk vanaf 1992.

## Raceverloop
- De zwemafstand van 3,86 km wordt gezwommen vanaf de start bij Playa Grande in de baai van Puerto del Carmen via een circuit in de Atlantische Oceaan dat twee keer gezwommen moet worden.
- Het 180,2 km lange fietsparcours strekt zich uit over het hele eiland, bevat meer dan 2550 hoogtemeters en staat bekend om de veelal harde wind in het overwegend kale lavalandschap. Het leidt van Puerto del Carmen eerst naar de westkust bij El Golfo, en dan door de vuurbergen van het Timanfaya National Park via Tinajo langs Club La Santa naar Famara. Door de zandwoestijn van El Jable via Teguise naar het noorden wordt het hoogste punt van de route in het Famara-gebergte bereikt op de Ermita de las Nieves. Na een afdaling van vijf kilometer, met enkele haarspeltbochten, naar Haría in de "Vallei van 1000 Palmen", is er een lange klim naar de Mirador del Río met uitzicht op het naburige eiland La Graciosa. Van daar volgt een snelle afdaling (bijna 500 meter hoogteverschil over ca. 7 km, zonder tussenliggende hellingen) naar de oostkust naar Arrieta. Hier moet men de krachten verzamelen voor de laatste klim naar Nazareth. Ten slotte gaat het bergafwaarts terug naar Puerto del Carmen.  Maik Twelsiek vestigde in 2010 het parcoursrecord op de fiets met 4:40:58 uur.
- De afsluitende looproute over de marathonafstand (42,195 km) strekt zich uit over een keerpuntroute die drie keer moet worden afgelegd. Deze route gaat over de strandpromenade langs de zee tussen Puerto del Carmen en Arrecife. De finish bevindt zich net als de start bij Playa Grande in Puerto del Carmen.